# Pardies-Piétat
Pardies-Piétat település Franciaországban, Pyrénées-Atlantiques megyében. Lakosainak száma 447 fő (2022. január 1.). Pardies-Piétat Baliros, Boeil-Bezing, Bordes, Bosdarros, Narcastet és Saint-Abit községekkel határos.

## Népesség
A település népességének változása:
| Lakosok száma | 438  | 447  | 459  | 448  | 454  | 462  | 468  | 459  | 447  |
|               | 2013 | 2015 | 2016 | 2017 | 2018 | 2019 | 2020 | 2021 | 2022 |